# 2-е Тамбовское духовное училище
2-е Тамбовское духовное училище (с 1904 года — Тамбовское Серафимовское духовное училище) — духовное училище в городе Тамбове (на пересечении улиц Дворянской и Дворцовой; ныне на ул. Советской, 89 и Рахманинова).

## История
Училище было учреждено в 1851 году по благословению епископа Тамбовского и Шацкого Николая (Доброхотова) в связи с реорганизацией Лебедянского духовного училища и его переезда из Лебедяни в Тамбов, где оно расположилось в усадьбе купца Байкова.
В училище действовали три отделения: низшее, среднее, высшее (по 2 года обучения в каждом). В низшее отделение принимались мальчики в возрасте 7-8 лет. До 1895 года в училище действовал училищный домовой храм Софии Премудрости Божией.
В 1895 году ветхое здание училища было разобрано, а к 1903 году по проекту архитектора Ф. А. Свирчевского на епархиальные средства построен новый корпус, а 20 ноября 1904 года освящена домовая церковь в честь преподобного Серафима Саровского. С этого времени училище стало называться Серафимовским.
В период Первой мировой войны учащиеся Серафимовского духовного училища занимались в здании 1-го Тамбовского училища в утреннюю смену, а воспитанники 1-го училища — во вторую. С 1914 года училище было переоборудовано под госпиталь, который посетил император Николай II.
В октябре 1918 года училище было закрыто, здание передано структурам народного образования. Позднее в здании разместилась средняя школа № 6, а во время Второй мировой войны в здании расположился военно-эвакуационный госпиталь № 1913. Там же размещался консультационный пункт профессора медицины, лауреата Государственной премии, епископа Тамбовского и Мичуринского святителя Луки (Войно-Ясенецкого).
В настоящее время в здании располагается МАОУ «Лицей № 6» при ТГТУ.

## Смотрители
- Михаил Казьмин (1851—1872)
- Николай Виноградов (1873 — нач. 1874)
- Георгий Хитров (1874—1878)
- Николай Виноградов (1878—1890)
- Павел Ильич Соколов (29 января — 18 декабря 1890)
- Николай Арбеков (18 декабря 1890 — 1 декабря 1891)
- Виктор Казанский (1 — 30 декабря 1891) и.о
- Константин Щукин (2 января 1892 — 2 декабря 1894)
- Виктор Казанский (2 декабря 1894 — 3 февраля 1895) и.о
- Виктор Казанский (3 февраля 1895 — упом. 1917)